# Yoshitaka Amano
Amano Yoshitaka (天野 喜孝?, Amano Yoshitaka; Shizuoka, 26 marzo 1952) è un illustratore e character designer giapponese.
Amano inizia la propria carriera lavorando come animatore, arrivando alla popolarità grazie alle illustrazioni realizzate per la serie di romanzi illustrati Vampire Hunter D, al fianco di Hideyuki Kikuchi, oltre che per il suo lavoro di character designer, illustratore e disegnatore del logo per la popolare serie di videogiochi Final Fantasy sviluppata dalla Square Enix (in precedenza Square Soft).
Le sue influenze artistiche includono fumetti occidentali, Leonardo da Vinci, Art Nouveau e le incisioni su legno della tradizione giapponese. Ha ottenuto molti riconoscimenti per il suo lavoro, incluso un Premio Seiun e un Bram Stoker Award per la sua collaborazione con Neil Gaiman nella realizzazione di The Sandman. Cacciatori di sogni. A inizio 2010 ha fondato lo Studio Deva Loka, una compagnia di produzione cinematografica.

## Opere

### Animazione
- Gatchaman (1972)
- Casshan (1973)
- Hurricane Polymar (1974)
- Tekkaman (1975)
- Time Bokan (1975)
  - Yattaman (1977)
  - Zenderman (1979)
  - I predatori del tempo (1980)
  - Calendar Men (1981)
  - Ippatsuman (1982)
  - Itadakiman (1983)
- Genesis Climber Mospeada (1983)
- Sei Jūshi Bismarck (1984)
- Tenshi no tamago (1985)
- Vampire Hunter D (1985)
- Ayakashi: Japanese Classic Horror (2006)
- Fantascope ~Tylostoma~ (2006)

### Cinema
- Yin-Yang Master (2001)

### Videogiochi
- Final Fantasy I (1987) (NES)
- Final Fantasy II (1988) (NES)
- Final Fantasy III (1990) (NES)
- Final Fantasy IV (1991) (SNES)
- Final Fantasy V (1992) (SNES)
- Final Fantasy VI (1994) (SNES)
- Front Mission (1995) (SNES)
- Final Fantasy VII (1997) (PSX)
- Kartia: World of Fate (PSX) (1998)
- Final Fantasy VIII (1999) (PSX)
- Final Fantasy IX (2000) (PSX)
- El Dorado Gate Vol. 1 to 7 (DC) (2000-2001)
- Final Fantasy X (2001) (PS2)
- Final Fantasy X-2 (2001) (PS2)
- Final Fantasy XI (2003) (PS2)
- Final Fantasy XII (2005) (PS2)
- Dissidia Final Fantasy (2008) (PSP)
- Final Fantasy XIII (2009) (PS3/Xbox 360)
- Final Fantasy XIV (2010) (PS3)
- Dissidia 012 Final Fantasy (2011) (PSP)
- Final Fantasy Type-0 (2011) (PSP)
- Final Fantasy XIII-2 (2011) (PS3)
- Final Fantasy XV (2016) (PS4/Xbox One)
- Front Mission 1st: Remake (2022) (PS4, PS5, Xbox One, Xbox Series X/S, Nintendo Switch, Microsoft Windows)
- Final Fantasy XVI (2023) (PS5)
- Front Mission 2: Remake (annunciato)
- Front Mission 3: Remake (annunciato)

### Musica
- Raphael - Copertine per i singoli: Sweet Romance, Yume yori suteki na, Hanasaku inochi aru kagiri, eternal wish ~Todokanu kimi he~ e promise
- Galneryus - Copertine album: The Flag of Punishment (2003), Advance to the Fall (2005), Beyond the End of Despair... (2006)[5]